# Gérard Fénouil
Gérard Fénouil (Parigi, 23 giugno 1945 – 8 ottobre 2023) è stato un velocista francese.

## Biografia
Vinse la medaglia di bronzo nella staffetta 4×100 metri ai Giochi Olimpici di Città del Messico 1968.

## Palmarès
- Giochi olimpici

Città del Messico 1968: bronzo nella staffetta 4×100 metri.
- Europei

Atene 1969: oro nella staffetta 4×100 metri.